# 私家版魚類図譜
『私家版魚類図譜』（しかばんぎょるいずふ）は、2007年3月23日に講談社から刊行された諸星大二郎の漫画作品集である。
「鳥」を題材とした『私家版鳥類図譜』と同じく、「魚」を題材として世界観や舞台背景、登場人物は全く異なる作品を集めた一種のオムニバスとなっている。

## 収録作品・初出
- 深海人魚姫 - 「別冊モーニング」1号（2004年4月14日号増刊）
- 鮫人 - 「別冊モーニング」2号（2004年7月11日号増刊）
- 魚が来た! - 「別冊モーニング」3号（2004年11月5日号増刊）
- 魚の学校 - 「別冊モーニング」4号（2005年1月12日号増刊）
- 魚の夢を見る男 - 「別冊モーニング」5号（2005年6月6日号増刊）
- 深海に還る - 「モーニング」2006年40号（9月14日号）
- ネタウナギ - 書き下ろし